# Bari Sardo
Bari Sardo (sardisk: Barì) er en by og en kommune (comune) i provinsen Nuoro i regionen Sardinien i Italien. Byen ligger i 51 meters højde og har 3.979 indbyggere (2016). Kommunen har et areal på 37,43 km² og grænser til kommunerne Cardedu, Ilbono, Lanusei, Loceri og Tortolì.